# Música folclórica de Canarias

El folklore musical canario recoge y abarca todas las músicas y danzas tradicionales del archipiélago.

Algunos musicólogos afirman que el folclore de Canarias surge de la mezcla de una serie de tradiciones musicales diferenciadas. En primer lugar, se parte de la música de raíz aborigen. A esta se suma la influencia de la cultura musical peninsular, incluyendo a los castellanos y también a los lusos, llegados con la Conquista y colonización. Más tarde, se producen aportaciones de la música caribeña traída por los emigrantes canarios a su regreso a las islas. 
El rico y variado folclore musical de Canarias se origina en esa primera mezcla de culturas, a la que habrá que añadir, posteriormente, las influencias generadas por los comerciantes genoveses, judíos, flamencos y británicos, además del flujo humano entre Canarias y América.
En palabras de Pedro Hernández, el folclore canario, “al igual que un árbol, enclava sus raíces en el mundo guanche. Su tronco es consecuencia de distintas influencias foráneas […]. Sin embargo, las ramas son producto del temperamento y psicología del pueblo canario. Éste ha logrado dar un toque original, cadencioso, alegre, humorístico, melancólico…, como el de su propia personalidad. El resultado final de ese folclore ha terminado siendo diferente del que le ha dado origen. Es como el árbol, […] distinto de la semilla que le dio origen.”

## Historia
La música tradicional canaria, como toda la cultura del archipiélago, se caracteriza por la confluencia de diferentes influencias llegadas a las islas. Sobre el sustrato proporcionado por los antiguos pobladores se asientan también los influjos provenientes de la conquista y posterior colonización por parte de españoles, así como influencias de los portugueses y centroeuropeos entre otros.
Es una manifestación que ha tomado su propia personalidad a través del tiempo, recogiendo la idiosincrasia del pueblo canario. De tal forma, el folklore musical canario se diferencia de aquel que en su momento fue el originario. Destaca hoy la variedad y riqueza de sus cantos y bailes.
En tiempos de la conquista y colonización de las islas Canarias, se expandió por las cortes europeas el denominado “Baile del Canario”. Era esta una danza practicada por los aborígenes canarios transportados al continente. Si bien, de esta manifestación quedan escasas referencias. Al parecer, bailes actuales como el tajaraste, el tango herreño o el sirinoque mantienen relación con aquel “Baile del Canario”. De estos, el sirinoque palmero es el que más influencia aborigen poseería.
En torno al siglo XVI, se produce un tipo de canciones funerarias a modo de lamento, las endechas, que no tienen su origen en las islas. Al contrario, son posiblemente una aportación judía, pero arraigaron tanto en el pueblo canario que fueron incluidas en los cancioneros de la época como “Endechas de Canaria”. Los descendientes de los aborígenes las cantaban en su propia lengua.
En la actualidad, las isas, folías y malagueñas son los géneros más populares. En el apartado de géneros folclóricos se ampliará cada una de las diferentes formas musicales del folclore canario.

## Instrumentación
La historia y la ubicación geográfica de las Islas Canarias han permitido que, a lo largo de los siglos, recalaran en el archipiélago influencias europeas, americanas y africanas. Trasladando este flujo de influencias al ámbito del folclore musical es posible entender como en él es posible encontrar instrumentos musicales con raíces ajenas a las islas. Por ejemplo, la mandolina, de origen europeo, el cuatro venezolano, procedente de Latinoamérica, o el "bucio", instrumento de ascendencia aborigen (raíz africana).  Además, es importante mencionar la adaptación y creación de nuevos instrumentos de origen íntegramente canario, como es el caso del timple.
Se puede realizar una clasificación organológica de los instrumentos presentes en el folclore de Canarias dentro de las siguientes familias:

### Cuerda pulsada

#### Timple
Instrumento cordófono de 5 cuerdas que se puede definir, a simple vista, como una pequeña guitarra con “joroba” que se toca "rasgueando" con la mano derecha. Es un instrumento agudo, muy sonoro y su función tradicional es servir de acompañante en las parrandas. De origen incierto, aunque emparentado con pequeñas guitarras o guitarrillos de otras partes del mundo. El timple se ha extendido por todo el archipiélago teniendo mayor presencia histórica en las islas orientales. En las últimas décadas ha ganado importancia como instrumento solista. Su afinación en orden ascendente es: D2 – A1 – E1  – C2 – G1

#### Guitarra
Instrumento cordófono de 6 cuerdas con uso muy extendido en el folklore.  La guitarra llega a Canarias con la influencia española tras la conquista, siendo las evoluciones históricas del instrumento exportadas del continente a medida que se han ido produciendo. Su función tradicional es servir de acompañamiento, generalmente como base armónica, en las parrandas. También ha servido para popularizar en las islas géneros musicales procedentes de otros lugares como los Boleros, Habaneras, Pasodobles o Rancheras.

#### Laúd y bandurria
Instrumentos cordófonos de 6 órdenes dobles. Afinados con una octava de diferencia, el laúd es el más grave y de mayor tamaño. De evolución española, históricamente ha formado parte de las orquestas de pulso y púa, conocidas como “rondallas”. Su uso se ha extendido con el tiempo al folklore. Su función en las parrandas es ejecutar las melodías de los diferentes toques.

#### Mandolina
Instrumento cordófono de 4 órdenes dobles y de afinación semejante a la del violín. Emparentada con la mandola y de origen italiano, la mandolina ha tenido una mayor presencia en el folklore de las islas orientales. Su función ha sido semejante a del Laúd y bandurria, es decir, ejecutando las melodías de los diferentes géneros folklóricos.

#### Contra
Instrumento cordófono (5 cuerdas) y de afinación una cuarta inferior a la del timple. De hecho, su morfología es idéntica aunque de mayor tamaño. Ocupa una tesitura intermedia entre la guitarra y el timple, semejante a la del cuatro venezolano. La contra se caracteriza por realizar ritmos a contratiempo del timple, aportándole mayor riqueza al sonido de la parranda. Su uso no es especialmente frecuente.

### Cuerda frotada

#### Violín
Instrumento cordófono de 4 cuerdas, cuyo desarrollo moderno se centra en Italia. El uso del violín se implanta en Canarias a partir del siglo XVIII, procedente de Europa. En esa época también recalarán en el archipiélago danzas europeas como la Polka, la Berlina o la Mazurca. Estas danzas, tras un periodo de desarrollo en Sudamérica, serán aceptadas por la sociedad de la época y formaran parte del folklore más moderno.  La función del violín es semejante a la de los instrumentos de plectro. Su uso es muy frecuente en la música folclórica de Canarias.

#### Contrabajo
Instrumento cordófono de 4 cuerdas, generalmente, con una tesitura grave. Su incorporación en el folklore es reciente (se remonta a mediados del siglo XX), popularizado por medio de conjuntos como Los Sabandeños y otras agrupaciones folclóricas de la época. Su función es servir de base armónica y rítmica, contando con un uso frecuente en la actualidad.

### Aerófonos

#### Acordeón
Instrumento aerófono armónico. Desarrollado en el siglo XIX, se caracteriza por tener un fuelle que entrega el aire necesario para el funcionamiento de las lengüetas, un teclado (mano derecha) y botonera (mano izquierda). Su presencia en el folklore es moderna, teniendo la función de ejecutar líneas melódicas de los diferentes géneros. El acordeón es un instrumento poco frecuente en el panorama folklórico actual.

#### Pito herreño
Semejante a una flauta travesera, en forma y ejecución; el pito herreño se caracteriza por estar constituido por un tubo (aluminio, cobre o PVC entre otros materiales) en el que se disponen 6 agujeros de digitación, y un agujero de embocadura de mayor tamaño. Exclusivo del Hierro, el pito herreño se asocia al Baile de la Virgen y a su tradicional Bajada, acompañado de chácaras y tambor. Muy frecuente en el folclore herreño.

#### Bucio
Es una trompa natural, realizada con una caracola marina. Este instrumento se consigue cortando el extremo opuesto a su abertura, lugar en el que se colocarán los labios. Uno de sus usos habituales era la realización de señales desde épocas aborígenes. Perdura como símbolo de identidad de aquel tiempo. 

#### Flautas de La Palma
Destaca la flauta de pico asociada al baile del sirinoque, la cual ha estado a punto de desaparecer. La flauta está hecha de caña y consta de seis agujeros, la embocadura es semejante a la de la flauta dulce. Actualmente también acompaña a piezas musicales como el Duque de cabra o Romances (del trigo y de la serrana). En el folclore palmero se recuerda la existencia de una flauta travesera de caña de 3,4 o incluso 5 agujeros; actualmente desaparecida.

#### Flautas y Pitorreras de la Gomera
Casi extinguidas al haber sido alejadas del folclore musical, destacan la flauta de pico y la pitorrera. La primera estaba hecha de caña y estaba provista de tres agujeros más la embocadura. Por otra parte, la pitorrera se caracteriza por estar hecha de caña y estar provista de una embocadura cerrada con lengüeta. Se llegó a utilizar por pastores de la localidad de Arure (La Gomera) durante las mudadas, en el baile del tambor y misas de Navidad de la localidad de Chipude.

#### La pita y el tambor de Tenerife
Los instrumentos más antiguos de la isla fueron pitos o gaitas elaborados a partir de tallos de cebada o canutos de caña; no obstante, el instrumento más destacado es la flauta o pita. Se caracteriza por estar hecha de caña, laurel o higuera; contaba con una embocadura biselada y con dos agujeros en la parte frontal y uno en la parte posterior. Era tocada por el tamborilero, quien con la mano derecha tocaba un tambor y con la izquierda la flauta. En la actualidad su uso está presente en El Escobonal (Güimar), La Orotava y la zona de la Isla Baja (Teno, El Amparo, Masca). Se habla de que el binomio pita – tambor se pudo dar también en Gran Canaria.

### Idiófonos

#### Lapa
Se emplean dos lapas, más o menos semejantes, sujetándolas “joroba con joroba” con la mano diestra. El sonido se produce golpeando las lapas con la palma de la mano no diestra, permitiendo tocar diferentes ritmos jugando con los dedos libres. En general, suele reproducir los ritmos del timple. Cuenta con un origen aborigen. 

#### Chácaras o castañetas herreñas
Hechas de moral, nogal o escobón, las chácaras herreñas están asociadas al folklore de la Bajada de la Virgen. Su uso viene dado por los bailadores, que combinan su toque con las diferentes danzas. Son muy habituales en el folklore herreño.

#### Chácaras gomeras
Son las chácaras de mayor tamaño de Canarias, se utilizan en el folklore de tambor de la Isla de La Gomera. Pueden ser utilizadas tanto por bailadores como por cantadores. El Santo Domingo Gomero o Los Romances son los principales géneros del folklore gomero. El uso de las chácaras está muy extendido en la isla. 

#### Castañuelas de La Palma
Más o menos semejantes a las castañuelas peninsulares, son utilizadas como elemento de acompañamiento por los bailadores de diferentes danzas y géneros como romances o sirinoques.

#### Huesera
Común con el folklore peninsular, está fabricada con huesos de cabrito unidos entre sí por medio de cuerdas o incluso alambres. Se toca colgada al cuello, y sujetándose con la mano por la parte inferior, mientras se frota con una castañuela de arriba hacia abajo. Su uso está bastante extendido en parrandas de todo el archipiélago.

#### Tambor Gomero
Fundamental en el folclore gomero, es un instrumento de percusión construido, generalmente, con madera de mimbrera y parches de piel de baifo. Cuenta con un cordón (bordón o calacimbre) metálico que da al tambor su sonido vibrante característico.  Suele estar acompañado por la chácara en el folclore gomero. Su uso está muy extendido.

#### Pandereta
Es un instrumento de percusión membranófono formado por uno o dos aros superpuestos, de un centímetro o menos de espesor, provistos de ferreñas (sonajas) de latón, hierro o acero templado,  cubierto por piel muy lisa y estirada de cabra u oveja. Se toca haciendo resbalar uno o más dedos sobre ella. Cuenta con un uso muy extendido.

#### Tambor herreño
Propio del folklore herreño, está conformado por un cuerpo metálico, con parches por los dos extremos (fabricados de piel de cabra o perro). Este tambor se toca con dos baquetas de madera en determinadas piezas como los toques del Baile de la Virgen o con una baqueta en otras como el Baile del Vivo. Muy frecuente en el folklore del Hierro.

#### Tambor palmero o de sirinoque
Este pequeño tambor, de construcción semejante al gomero, destaca por su pequeño tamaño y por utilizar, a modo de bordón, un rosario de cuentas o "perlitas" que ayudan a mantener el sonido que produce. Se asocia exclusivamente al sirinoque.

#### Tambor del rancho de Valsequillo
Su armazón, de forma ovalada, se recubre de dos parches de cuero de macho cabrío, cosidos entre sí en zigzag con una tira de piel, siendo uno de los modelos más primitivos de nuestro Archipiélago. Lo normal en el rancho es que se utilice un solo tambor.

#### Pandero de ranchos
Con pequeñas variantes según el lugar (Se emplea en Teguise, La Aldea o Arbejales entre otras localidades). Se caracteriza por ser utilizado en los ranchos, caracterizado por estar hecho de piel de cabra y llevar campanas o esquilas. Se toca con una mano, mientras se sacude el parche, o sacudiéndolo directamente.

#### Espada
Propia de los ranchos, guardan un antecedente o relación con las espadas utilizadas en las guerras macabeas, de donde se argumenta esta tradición. Son unas varas alargadas de metal, de alrededor de un metro de longitud, que simulan ser sables. Se percuten con otra vara o baqueta más fina y más pequeña, también de metal.

#### Tambor o Bombo
El bombo es un tambor construido por una caja cilíndrica de madera, a cuyo dos extremos se ajusta una membrana de cuero estirada con una atadura en forma de zigzag. No es autóctono de canarias; no obstante, está presente la mayoría de parrandas del archipiélago.

## Géneros folclóricos
En folclore musical canario es muy rico en lo que a géneros se refiere, si bien, son la Isa, Folías y Malagueñas los más conocidos y populares. Cada género musical puede ser propio de alguna zona de Canarias en particular (por ejemplo el siote en La Palma), pertenecer a un determinado periodo de tiempo (las berlinas al siglo XIX), haber nacido en el seno de alguna tradición (El baile de la virgen en El Hierro) o ser común en todo el archipiélago, siempre guardando cada isla un estilo propio de interpretar y danzar el género (Isa, Folías, Seguidillas, etc.).

### Los tres géneros más populares

#### Folía
Danza colectiva de origen galaico-portugués, procedente del fandango y el bolero peninsulares, llegada a Canarias durante el siglo XVI como baile acortesanado, extendiéndose popularmente con su estructura armónica actual a lo largo de los siglos XVII y XVIII. Originariamente, y como tantos otros géneros musicales antiguos de Canarias, los bailadores se acompañan con chácaras durante su ejecución.

#### Isa
Uno de los bailes más alegres y participativos del folklore musical de Canarias. Su ritmo vivo y ternario, la tonalidad alta de los cantadores y los estribillos coreados la convierten en el género más conocido e interpretado de las islas. Originariamente bailada suelta, hoy contiene mudanzas procedentes de los bailes de salón centroeuropeos. Entre las propias islas existen diferencias con respecto a las particularidades de la isa, no en vano se dice que hay una isa para cada isla (Isa del Uno o por el Uno en Lanzarote, la Isa majorera o "corrida" en Fuerteventura o simplemente la Isa en Tenerife y Gran Canaria). Incluso, dentro de una misma isla se pueden hallar ligeras disimilitudes entre un municipio y otro. Se distingue también una Isa de salón, de mayor refinamiento, que contrasta evidentemente con la Isa corriente.

#### Malagueña
Melódica y armónicamente descendiente del fandango peninsular, en las islas occidentales se ha suavizado la cadencia original, mucho más briosa, tal como aún se puede contemplar en las variantes de Lanzarote y Fuerteventura y los lugares más aislados de Tenerife. La coreografía, relativamente reciente, es fruto de una combinación de "mudanzas" originales de diferentes bailadores anónimos. Otros, como Fermín Morín, legendario bailador de la Masa Coral Tinerfeña, aportaron nuevas variantes que han permanecido hasta hoy y que han sido adoptadas por la mayor parte de los grupos de esta isla.

### Seguidillas
La seguidilla  es un importante género literario del que existen vestigios desde muy antiguo, incluso en las Cantigas de Alfonso X El Sabio. Más tarde, formó parte esencial en los sainetes y tonadillas del siglo XVII y posteriormente en las zarzuelas. Desde entonces se convirtió en un género que se extendió por un amplio marco geográfico. Sus principales variantes a nivel nacional son: la manchega (originarias de La Mancha, con un ritmo muy vivo), boleras (señoriales y reposadas), murcianas, sevillanas, gitanas (también llamadas payeras) y siguirillas (de carácter sentimental y movimiento lento). La estructura métrica alterna heptasílabos sueltos y pentasílabos con rima asonante o consonante, que abarca algunas variantes. Es decir, versos de siete y cinco sílabas en los que riman el segundo con el cuarto. La variante más conocida es el llamado bordón, que consiste en una especie de rúbrica o sentencia que generalmente acompaña a otra estrofa completa.
En canarias son múltiples versiones. Como curiosidad, cabe destacar la variante tinerfeña de las Seguidillas Manchegas, muy similares a la variante de Seguidillas de Vegas de Matute, en Segovia.

#### Seguidilla de Tenerife
La seguidilla como soporte métrico de diferentes melodías y danzas tiene su origen en la España mozárabe del siglo XII, aunque su implantación como danza popular tiene lugar a lo largo de los siglos XVI y XVII. Al prestarse su métrica al empleo de ritmos rápidos y brillantes, las variantes de Seguidilla en toda España son innumerables. En Tenerife las más comunes son las "Seguidillas robadas" que, con coreografía parecida a la de las Folías, se interpretan recientemente a continuación de estas. Proceden sus pasos de la Chacona y el fandango.

#### Seguidillas de Gran Canaria
Estas Seguidillas, también conocidas como "Al estribillo", tienen la particularidad de haber incorporado recientemente la interpretación coral de las coplas, un intervalo musical entre ellas y una artificiosa coreografía en cuadros, lo que las colocan a la cabeza de la lista de danzas menos auténticas de Canarias puesto que han sido fruto de la invención particular y no popular.

#### Seguidillas de Lanzarote
Las Seguidillas de Lanzarote no son ajenas a las características propias del folclore de esa isla, generalmente cargado de energía, de fuerza, de gran viveza y frescura. La introducción la protagonizan las cuerdas (mandolinas, bandurrias y laúdes), momento a partir del cual el protagonismo recae por completo en los solistas. Estos van enlazando sus coplas, generalmente comenzando con el último verso del solista anterior, aunque el estilo propio de cada solista hace que no pueda establecerse una norma general al respecto.
En la vertiente poética merece mención especial, sin duda, Víctor Fernández Gopar, 'El salinero'. Nacido a mediados de 1844 en Yaiza, dedicó toda su vida a las salinas de aquellas tierras, estudiando lo justo para poder leer y escribir. Las coplas de Víctor Fernández recogieron el paisaje humano de Lanzarote en una modesta libreta de rayas, tesoro único con el que transmite hasta nuestros días 'un haz de versos que son lo que son, sólo pulso y voz del pueblo, pero también una gran lección poética de moral y amor' (Agustín de la Hoz). La obra de Víctor Fernández fue reconocida por Los Sabandeños en 1977 en su disco 'Las Seguidillas del Salinero', mientras que hoy día se celebra en su Yaiza natal el Festival de Seguidillas 'Víctor Fernández Gopar'. Asimismo, el Concurso de Seguidillas con su nombre contribuye a mantener viva su obra y a alimentar la creatividad y tradición de las seguidillas en toda Canarias."De las aves que volan
me gusta el Sguirre
porque tiene las plumas
con que se ascribe.
Con un pie en el estribo
y otro en la arena
se despide un amante
de su morena.
A la torre más alta
se sube el viento,
pero más alto sube
mi pensamiento".

#### Seguidillas de Fuerteventura
Las seguidillas en Fuerteventura son muy parecidas en lo que a música se refiere a las de Lanzarote, pero cuentan con menos fuerza y son más cadentes.